# Ipotesi della Regina Rossa
L'ipotesi della Regina Rossa, anche chiamata la Corsa della Regina Rossa, Effetto della Regina Rossa o semplicemente Regina Rossa è un'ipotesi evolutiva che spiega due fenomeni: il vantaggio della riproduzione sessuale al livello di individui e le continue dinamiche evolutive che incorrono tra specie in concorrenza (parassita-ospite; preda-predatore).
L'Ipotesi della Regina Rossa fu proposta per la prima volta nel 1973 da Leigh Van Valen per spiegare la "Legge dell'Estinzione", che mostra, come l'evoluzione è spesso necessaria per sopravvivere in presenza di altri organismi, parassiti per esempio, che evolvono a loro volta. Questo può essere spiegato dalla coevoluzione delle specie: l'adattamento, l'evoluzione di una specie potrebbe influire sulla selezione naturale di un'altra specie.

## Etimologia
Il termine è preso dalla corsa della Regina Rossa nell'opera di Lewis Caroll intitolata Attraverso lo specchio e quel che Alice vi trovò, in cui la Regina Rossa dice:
()
Questo termine è stato scelto da Van Valen, perché le specie devono continuamente evolversi ("correre") per poter sopravvivere.

## Strategie evolutive

### Corsa agli armamenti evolutiva
Originalmente proposta da Leigh Van Valen (1973), la metafora di una strategia evolutiva è stata considerata adatta per la descrizione di processi biologici con dinamiche simili ad una corsa agli armamenti evolutiva. Van Valen ha proposto l'Ipotesi della Regina Rossa come una tangente esplicativa alla sua "Legge dell'Estinzione", che deriva dall'osservazione delle probabilità costanti di estinzione all'interno di famiglie di organismi, durante un tempo geologico. Di fatto, Van Valen ha scoperto che l'abilità di una famiglia di organismi di sopravvivere non migliora col tempo, e che la probabilità dell'estinzione per ogni famiglia data è casuale. L'Ipotesi della Regina Rossa come formulata da Van Valen provvede un puntellamento concettuale alle discussioni sulle strategie evolutive, anche se una prova diretta dell'ipotesi rimane elusiva, in particolare a livello di macroevoluzione. Questo concetto rimane simile a quello di un sistema che rispetta un punto critico organizzato.
Per esempio, poiché ogni miglioramento in una specie conduce ad un vantaggio selettivo per quella specie, la variazione normalmente condurrà continuamente ad aumenti di fitness in una specie o in un'altra. Comunque, differentemente dal fenomeno di coevoluzione, il miglioramento di una specie implica un vantaggio competitivo sull'altra specie, in modo da conquistare un più grande spazio di risorse disponibili a tutti. Questo vuole dire che un aumento di fitness in un sistema evolutivo porta ad un calo di fitness in un altro sistema. L'unico modo che ha una specie coinvolta in una competizione per le risorse, per mantenere il suo fitness relativo a quello dell'altra specie in competizione, è migliorare il suo specifico fitness.
L'esempio più ovvio di questo effetto sono le strategie evolutive relative ai predatori e alle prede, dove sviluppare una migliore offensiva (per esempio le volpi che corrono più velocemente dei loro genitori) è compensata da una migliore difesa dalla preda (per esempio conigli che corrono più velocemente dei loro genitori). In questo caso si considerano i miglioramenti relativi (conigli che corrono più velocemente delle volpi o viceversa) che diventano anche miglioramenti assoluti del fitness.

### Il vantaggio della riproduzione sessuale
Il termine Ipotesi della Regina Rossa è stato usato indipendentemente anche da altri biologi evoluzionistici. Graham Bell ha proposto nel 1982 un'ipotesi microevolutiva legata all'Ipotesi della Regina Rossa tesa a spiegare il vantaggio della riproduzione sessuale in generale. A livello microevolutivo la riproduzione sessuale rende tutti i discendenti una miscela dei geni dei genitori, ciò permette una regolazione più veloce per mantenere una nicchia ecologica conquistata. J. Jaenike ha proposto una versione dell'Ipotesi della Regina Rossa per spiegare il mantenimento del sesso sulla base della selezione individuale.
W. D. Hamilton ha usato l'Ipotesi della Regina Rossa per spiegare il ruolo del sesso in relazione ai parassiti. La teoria ipotizza che la coevoluzione tra ospite e parassita possa risultare in una selezione negativa, visto che i parassiti sono sempre adattati al genotipo più comune dell'ospite. Conseguentemente, un raro genotipo di un ospite, che è generato attraverso la ricombinazione ha un vantaggio, evitando l'infezione da parte del parassita fino a quando anche lui diventa comune.

## Il paradosso del sesso: il "costo" del genere maschile
Lo scrittore scientifico Matt Ridley ha reso famoso il termine "Regina Rossa" in collegamento con la selezione sessuale nel suo libro La Regina Rossa. Ridley ha preso parte al dibattito in biologia teoretica sul beneficio adattivo della riproduzione sessuale. Il collegamento tra la Regina Rossa e questo dibattito sorge dal fatto che la teoria tradizionalmente accettata, l'Ipotesi del Vicario di Bray, mostra solamente un beneficio adattivo a livello della specie o del gruppo, ma non a livello genetico (anche se deve essere aggiunto, che il versatile adattamento del 'Vicario di Bray' è molto utile a quelle specie che appartengono ai livelli più bassi della catena alimentare). Al contrario, la teoria della Regina Rossa sulla continua corsa agli armamenti degli organismi con i loro parassiti può spiegare l'utilità della riproduzione sessuale a livello genetico ammettendo che il ruolo del sesso è preservare geni che sono momentaneamente svantaggiosi, ma che potrebbero diventare vantaggiosi contro una probabile popolazione futura di parassiti.
Il sesso è un enigma evolutivo. Nella maggior parte delle specie sessuali, i maschi costituiscono metà della popolazione, ma non partoriscono direttamente discendenti e generalmente contribuiscono poco alla loro sopravvivenza. Inoltre, maschi e femmine devono utilizzare risorse per attirare e competere per il partner. La selezione sessuale può favorire anche tratti che riducono il fitness di un organismo, come un piumaggio brillantemente colorato negli uccelli del paradiso che aumenta la probabilità di un individuo di essere notato sia dai predatori sia da potenziali partner (Principio dell'handicap). In questo modo, la riproduzione sessuale può essere estremamente inefficiente e costosa.
Una possibile spiegazione per il fatto che quasi tutti i vertebrati sono sessuali è che il sesso aumenta le possibilità di adattamento, per due ragioni: in primo luogo, se una mutazione svantaggiosa accade in una linea asessuata, è impossibile per quella mutazione essere rimossa dalla popolazione senza, allo stesso tempo, eliminare eventuali altre mutazioni vantaggiose nella stessa linea; in secondo luogo, il sesso aumenta le probabilità che mutazioni favorevoli vengano accoppiate dalla ricombinazione.

## L'evidenza delle osservazioni
Un'evidenza di questa spiegazione per l'evoluzione del sesso è data dal paragone del tasso di evoluzione molecolare dei geni per le chinasi e le immunoglobuline nel sistema immunitario, e dei geni che codificano le altre proteine. I geni che codificano proteine per il sistema immunitario evolvono più velocemente.
Ulteriori evidenze per l'Ipotesi della Regina Rossa sono offerte dall'osservazione di dinamiche a lungo termine e dalla coevoluzione di un parassita in una popolazione "mista" (sessuata ed asessuata) di lumache (Potamopyrgus antipodarum). In questo sistema il numero di individui sessuati, il numero di individui asessuati e le percentuali di infezione di parassita per entrambi sono monitorati. È stato osservato che i cloni che erano abbondanti all'inizio dello studio, col tempo sono diventati più suscettibili ai parassiti. Con l'aumentare delle infezioni parassitarie, cloni che erano abbondanti sono diminuiti drasticamente di numero, alcuni sono scomparsi completamente. Nel contempo, le popolazioni di lumache sessuate sono rimaste più stabili.
I ricercatori hanno usato il microscopico verme nematode Caenorhabditis elegans e il batterio patogeno Serratia marcescens per generare un sistema di coevoluzione ospite-parassita in un ambiente controllato, permettendo di avere più di 70 esperimenti di evoluzione che confermano l'Ipotesi di Regina Rossa. I ricercatori hanno manipolato geneticamente il sistema di accoppiamento del C. elegans, generando popolazioni di individui che si riproducevano sessualmente, per autofecondazione, o un misto di entrambi nella stessa popolazione. Conseguentemente hanno infettato le popolazioni col parassita S. marcescens. È stato trovato che le popolazioni autofecondate di C. elegans sono state portate rapidamente all'estinzione dai parassiti, mentre le popolazioni con riproduzione sessuata sono rimaste stabili nonostante i parassiti, un risultato in accordo con l'Ipotesi della Regina Rossa.

## Applicazione al conflitto umano: dilemma della sicurezza
Simili strategie evolutive possono essere applicate anche a conflitti umani e possono essere considerati una causa prominente di conflitto. Secondo Azar Gat, l'effetto della Regina Rossa è stabilito quando due gruppi in competizione si trovano in un dilemma di sicurezza. Il dilemma di sicurezza (chiamato anche trappola hobbesiana) è il risultato di misure difensive prese per migliorare la propria sicurezza e comprende il possesso di inerenti capacità offensive; ciò comporta una strategia militare. Questa strategia causa in ogni rivale il consumo sempre maggiore delle risorse per distanziare l'altro e guadagnare un vantaggio. Se un vantaggio è guadagnato, il conflitto termina ed il gruppo con più risorse vince. La maggior parte delle volte i rivali continuano comunque a competere, provocando così l'effetto della Regina Rossa, perché nessuno è capace di guadagnare un vantaggio. Più la strategia è lungimirante, meno razionale diventa. Di conseguenza si genera un dilemma del prigioniero. Ogni rivale non può fermare la sua strategia a causa di un sospetto reciproco e della paura che l'altro gruppo possa guadagnare un vantaggio tattico significativo. A causa di ciò, l'effetto della Regina Rossa è una conseguenza comune della competizione tra uomini e dei conflitti militari, soprattutto nella corsa agli armamenti.

## Ipotesi concorrenti
- L'Ipotesi del Buffone di Corte, in cui la macroevoluzione è guidata soprattutto da eventi abiotici.[20] Questo termine è stato coniato nel 1999 dal professor Anthony D. Barnosky.[7]
- L'ipotesi dell'impulso di avvicendamento, formulata dalla paleontologa Elisabeth Vrba, secondo cui l'avvicendamento delle specie, non graduale, è provocato da impulsi di grande risonanza sull'habitat, biotici e non, come cambiamenti climatici o dell'ecosistema in generale.[21]